# Curva de Peano
Curvas de Peano são curvas descritas pelo matemático italiano Giuseppe Peano de forma a preencher completamente um espaço bidimensional (como um quadrado) ou generalizando um espaço N-dimensional (hipercubo).
Veja um exemplo de Curva de Peano bidimensional na imagem a seguir:

3 iterações da Curva de Peano

## Definição
Intuitivamente uma "curva contínua" em duas ou três (ou mais) dimensões podem ser imaginadas como "caminho de um ponto em movimento contínuo".  Esta noção é inerentemente vaga. Para o eliminar Jordan em 1887 introduziu a definição rigorosa que se segue, que tem sido adoptada como uma descrição precisa da noção de "curva contínua":
Uma curva (com pontos terminais) é uma função contínua cujo domínio é o intervalo unitário [0,1].
Na sua forma mais geral, o domínio de tal função pode cair num espaço topológico arbitrário, mas nos casos mais comuns, o domínio cai num Espaço euclidiano tal como o plano bidimensional (uma "curva planar") ou um espaço tridimensional ("curva espacial").
Por vezes, a curva é identificada com o domínio ou a imagem da função (o conjunto de todos os valores possíveis da função), em vez da própria função. É ainda possível definir curvas sem pontos terminais que sejam funções contínuas numa linha real ou no intervalo unitário aberto (0,1)).